# Corystospermales
Las Corystospermales son un orden de plantas que aparecieron en el Pérmico y se extinguieron en el Cretácico. Se trata de un grupo relativamente pequeño de plantas con distribución principalmente en Gondwana. Fueron las plantas dominantes del hemisferio sur durante el Triásico, y se utilizan en la bioestratigrafía y paleoecología de ese periodo.
Se caracterizan por tener un raquis principal bifurcado en sus frondes. Los tallos presentaban  verdadero crecimiento secundario en "cuñas" de xilema centrífugo y centrípeto. Los órganos de reproducción femeninos son tipo cúpula, que surgen de braquiblastos (pequeñas ramas abortadas). Los órganos masculinos son sinngios y presentan un polen disacado.
El género más común es Dicroidium. Otra género conocido es Zuberia, que presenta pínulas intercalares a lo largo del raquis.